# Stèle d'Ânkhefensekhmet

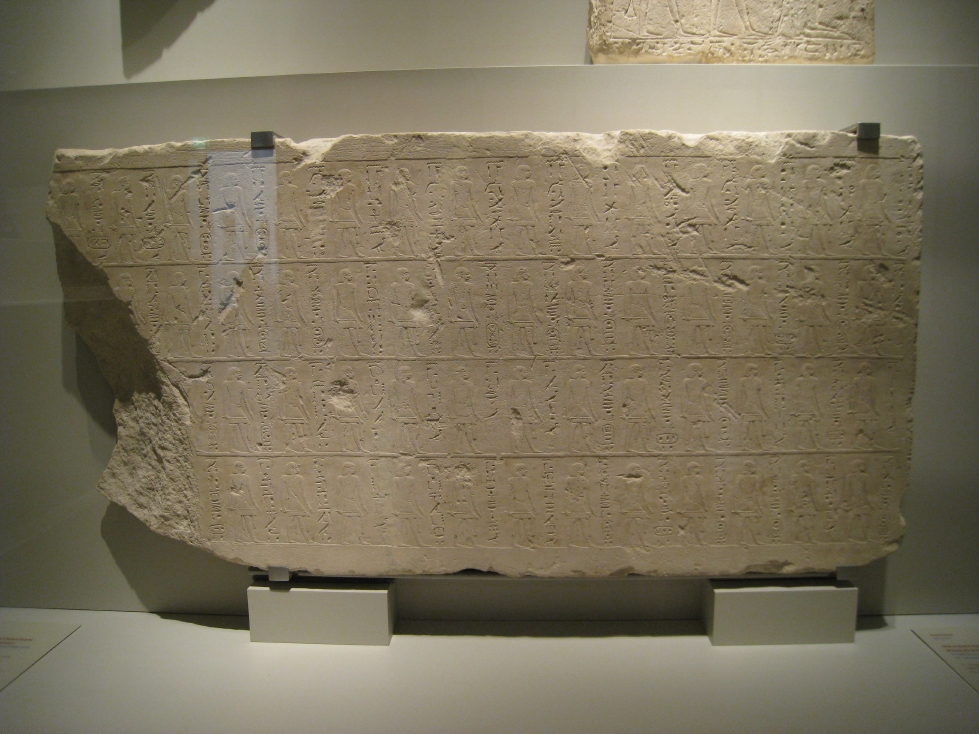
La généalogie d'Ânkhefensekhmet conservée aujourd'hui à l'Ägyptisches Museum de Berlin

La stèle d'Ânkhefensekhmet appelée parfois pierre plate de Berlin ou encore pierre plate d'Ânkhefensekhmet, est une pierre de petit format portant en relief une énumération de soixante générations de la famille d'Ânkhefensekhmet, prêtre de Memphis, qui vécut sous le règne du dernier Sheshonq.

## Description
Le format de cette pierre en calcaire rappelle davantage celui d'un bloc de parement plutôt que celui d'une stèle déposée dans un sanctuaire ou dans la tombe. Il pourrait donc s'agir d'un relief provenant de la tombe du prêtre probablement située à Memphis même comme l'indique la présence d'une nécropole de prêtres de cette période à l'ouest du grand temple de Ptah de l'antique capitale. 
Le bloc présente une cassure à son extrémité gauche et est assez abîmé sur son côté droit amputant ainsi d'une part les informations précédentes, qui auraient pu permettre de remonter au-delà du Moyen Empire et d'autre part le texte complet d'introduction ainsi que probablement la figure du prêtre.
Ce document représente avec la stèle de Pasenhor, un autre prêtre de Memphis qui lui est contemporain, l'une des généalogies de l'Égypte antique mise au point à la fin de la XXIIe dynastie, époque troublée par les luttes intestines des différentes chefferies libyennes qui se partageaient alors le pouvoir sur le pays, morcelant l'État et le conduisant à une véritable anarchie, alors même que la menace des invasions étrangères se faisaient de plus en plus pressante aux frontières du pays.
Les prêtres comme Ânkhefensekhmet ou son collègue Pasenhor en affichant leurs origines cherchaient ainsi probablement à légitimer ou à consolider leur place.
Dans le cas de la généalogie d'Ânkhefensekhmet, il ne s'agit pas d'affirmer une ascendance royale mais de proclamer son prestigieux héritage. Les générations sont mentionnées par la représentation de chaque personnage, de fils en père, avec à chaque fois son nom, ses titres et fonctions et pour les personnalités les plus éminentes, le règne sous lequel elles ont exercé leur fonction. Ânkhefensekhmet fait ainsi remonter ses ancêtres au moins au règne de Montouhotep III.
Il est remarquable de constater à la lecture de ces informations la longévité de la transmission de la charge cléricale dans cette famille. On citera parmi les fonctions les plus importantes de cette dynastie de prêtres celles de :
- prêtre de Sekhmet, fonction occupée par Ânkhefensekhmet lui-même ainsi que par son père et son arrière-grand-père ;
- père divin de Ptah, qu'il cumule avec la précédente et qui est portée par d'autres membres de sa généalogie ;
- grands prêtres de Ptah, que l'on retrouve pour au moins vingt ancêtres d'Ânkhefensekhmet ;
- père divin, catégorie de prêtres haut placés dans la hiérarchie sacerdotale d'une divinité ;
- prêtre Sem de Ptah ;
- supérieur des secrets de la Grande Place, c'est-à-dire du sanctuaire d'un dieu, catégorie des prêtres versés dans les rites consacré à une divinité ;
- prêtre ritualiste, catégorie de prêtres spécialisés dans la lecture des textes sacrés lors des rites religieux ou funèbres ;
- prêtre ouâb, ou prêtre pur, catégorie de prêtres habilités à entrer dans le temple et à servir sa divinité ;
- ouâb du roi, même catégorie de prêtres cette fois consacrés au culte d'un roi.

La qualité des fonctions indiquent une origine memphite de la famille qui semble donc s'être perpétuée de génération en génération au service des grands sanctuaires de la région, au fil des siècles et pour un certain nombre d'entre eux au plus proche de la cour et du souverain régnant.
Outre cette énumération d'ancêtres, ce document donne également une succession de cartouches royaux dont certains sont suffisamment rares pour être relevés comme ceux d'Apophis Ier ou de Salitis, pharaons de la XVe dynastie, ou encore ceux d'Âaqen et de son prédécesseur immédiat Ibi Ier, obscurs pharaons de la XIIIe dynastie dont peu d'attestations nous sont connues jusqu'à ce jour.

## Traduction
Voici un essai de traduction de la stèle. 
Pour légende : (...) indique une partie de la stèle effacée ; un nom en gras indique le cartouche d'un pharaon,, :

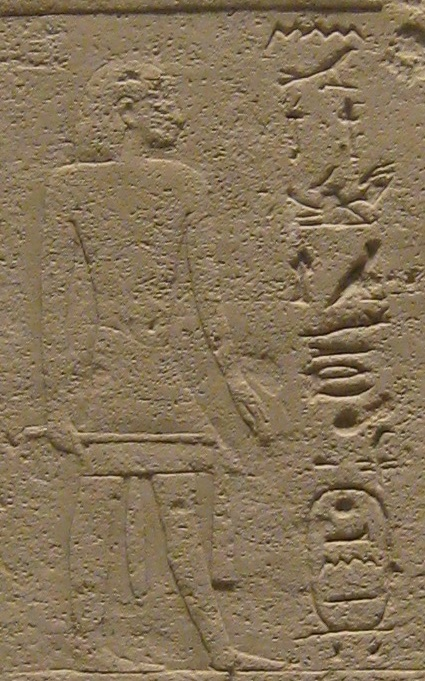

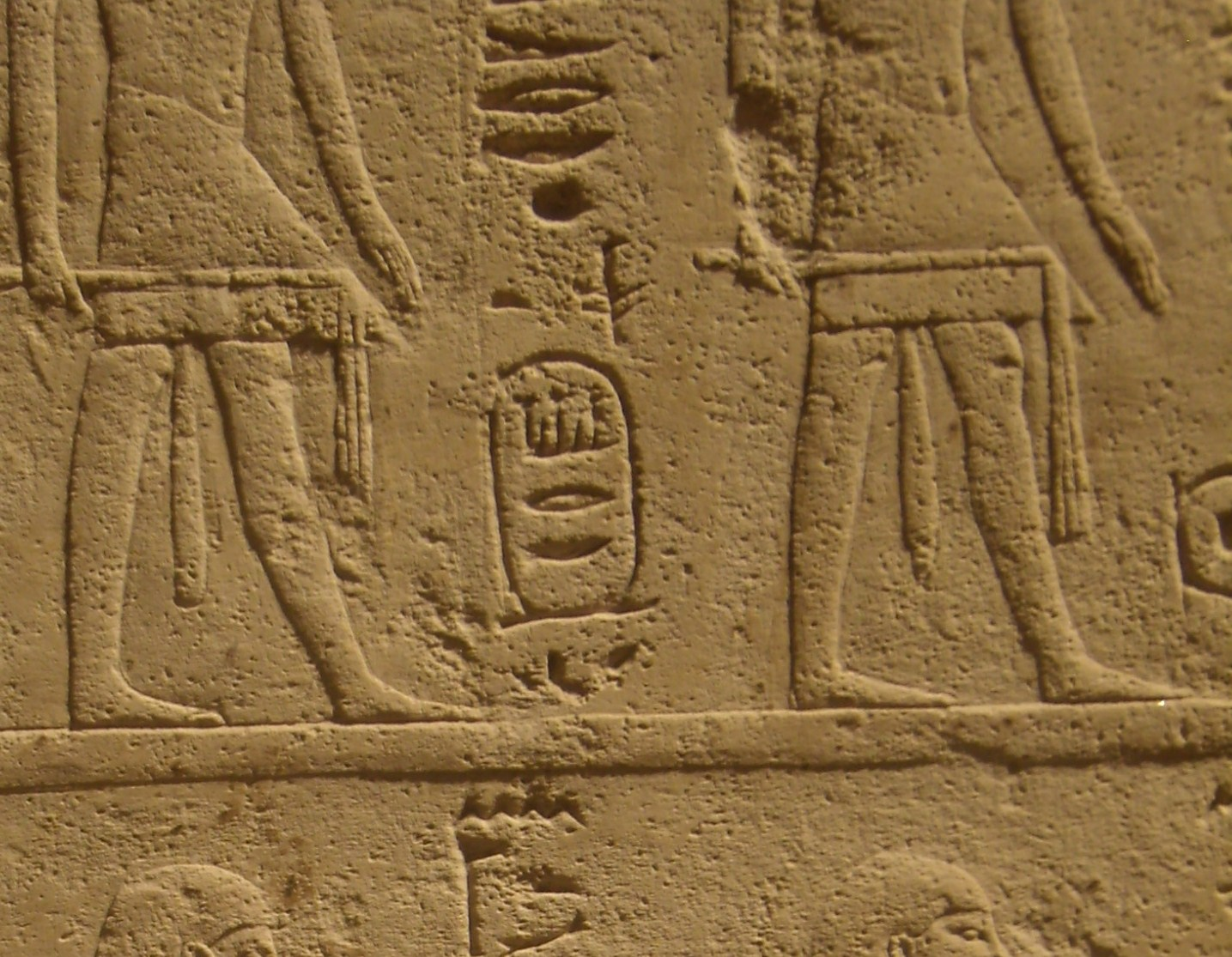

« Il dit : Les grands des chefs des artisans ont été rassemblés pour le roi Chechanq, juste de voix ! »
- Première ligne :

« Le père divin de Ptah, prêtre de Sekhmet, Ânkhefensekhmet fils du prêtre de Sekhmet, Pahemnetjer, fils du prêtre de Sekhmet, Pasherensekhmet fils du prêtre et supérieur des secrets du sanctuaire, Pahemnetjer fils du père divin de Létopolis, Sasekhmet fils du prêtre de Sekhmet, Pahemnetjer fils du prêtre et supérieur des secrets du sanctuaire, Ptahioufâan fils du prêtre et supérieur des secrets du sanctuaire, Pahemnetjer fils du prêtre et supérieur des secrets du sanctuaire, Chedsounéfertoum fils du prêtre, Ânkhefensekhmet fils du prêtre et supérieur des secrets du sanctuaire (...) fils du prêtre du dieu (...) Ashakhet fils du prêtre Papa au temps du roi Psousennès, fils du grand des chefs des artisans Saïset, au temps du roi Psousennès, fils du grand des chefs des artisans Papa, au temps du roi Âakheperrê-setep-en-(...), fils du grand des chefs des artisans Ashakhet au temps du roi Amon-em-(...), fils de (cassure de la stèle) »
- Deuxième ligne :

« Le grand des chefs des artisans Ptahemakhet au temps du roi (...), fils du grand des chefs des artisans Neferrenpet au temps du roi Ousermaâtrê-setep-en-Rê, fils du grand des chefs des artisans Ptahemakhet au temps du roi Ousermaâtrê-setep-en-Rê, fils du grand des chefs des artisans (nom endommagé)...enchemet, au temps du roi Ousermaâtrê-setep-en-Rê, fils du père divin d'Amon et supérieur des travaux d' Ousermaâtrê-setep-en-Rê, Ptahhotep fils du grand des chefs des artisans Netjerouyhotep, au temps du roi Menmaâtrê, fils du grand des chefs des artisans Sokaremsaf, au temps du roi Menmaâtrê, fils du grand des chefs des artisans Ty, au temps du roi Djeser-Kheperourê-setep-en-Rê, fils du père divin d'Amon-Rê maître de (...), Sokaremsaf fils du père divin de Sekhmet et ouâb du roi et père divin Aÿ, Ipou fils du grand des chefs des artisans Meryour, au temps du roi Nebmaâtrê, fils du grand des chefs des artisans Penbanebes au temps du roi Nebmaâtrê, fils du père divin et supérieur des secrets de Ptah, Nehememptah fils du sem de Ptah, le grand des voyants, au temps du roi Menkheperrê (cassure de la stèle) »
- Troisième ligne :

« (fils) du père divin Ty, fils du grand des chefs des artisans Païmykhered, au temps du roi Djéserkarê, fils du prêtre et supérieur des secrets de Ptah, Tiy fils du grand des chefs des artisans Mentou, au temps du roi Neb-pehty-Rê, fils du père divin et grand des voyants d'Héliopolis Hormaakherou, au temps du roi Apophis, fils du prêtre sem de Ptah, Ourhotep, au temps du roi Sharek, fils du prêtre ouâb et prêtre ritualiste, Horemhotep fils du père divin et supérieur des secrets de Ptah, Ptehemhat fils du prêtre sem de Ptah, Paser, au temps du roi Âaqen, fils du grand des chefs des artisans Ouaket, au temps du roi Khakarê, fils du père divin et prêtre de Sobek, Sehetepibseneb, fils du grand des chefs des artisans, Ânkhnoubkhaourê, au temps du roi Khakarê, fils du grand des maîtres des artisans, Ânkhkakarê, au temps du roi Noubkhaourê, fils du grand des chefs des artisans, Ânkhsehetepibrê, au temps du roi Kheperkarê, fils du père divin, supérieur de la cité et vizir, Netjerouyhotep, au temps du roi Sehetepibrê, fils du père divin, contremaître des artisans et contrôleur de toutes les affaires du roi, Sokaremheb, fils du (...) et prêtre de Satis, maîtresse des Deux-Terres, Nebnéferou, fils du prêtre ouâb et prêtre ritualiste, Minemheb, fils du père divin, Ptahhotep fils du père divin et supérieur des secrets de Ptah, Minemhat fils du grand des chefs des artisans, Ptahemheb au temps du roi Nebhepetrê, fils de (cassure de la stèle) »

## Interprétations
Cette généalogie d'une famille égyptienne antique est la plus longue connue à ce jour. Telle qu'elle est conservée elle nous présente une lignée de prêtres sur plus d'un millénaire, ce qui ne manque pas de soulever quelques questions [réf. nécessaire].
En croisant les informations qu'elle contient avec les découvertes archéologiques certains des personnages cités semblent véritablement avoir vécu puisqu'on a retrouvé des documents attestant de leur existence tandis que d'autres sont parfaitement inconnus aucun élément comparatif ne pouvant prouver qu'ils aient en effet existé. C'est particulièrement vrai pour les grands prêtres de Ptah.
De la vingtaine de grands pontifes évoqués seule l'existence de la moitié est confirmée par les diverses sources. Pour le reste, si pour un certain nombre il est possible de rapprocher les sources et la stèle, en acceptant une déformation de leur nom ou encore l'emploi de leur beau nom plutôt que du nom officiel qui leur a été transmis avec leur charge pontificale à leur nomination, pour les autres aucune donnée complémentaire ne permet d'assurer la réalité de leur existence à ce jour. Ce fait est diversement interprété selon les auteurs qui se sont penchés sur la stèle d'Ânkhefensekhmet.
Selon Ludwig Borchardt qui ne remet pas en cause la véracité des informations généalogiques de la stèle, cela confirme l'existence du dédoublement de la charge pontificale memphite au-delà de l'Ancien Empire. Ainsi alors que l'archéologie a permis de retrouver ces personnalités pour la plupart des règnes des dynasties successives, la généalogie d'Ânkhefensekmet nous donnerait les noms de ceux qui n'ont pas été encore retrouvés et qui partageaient donc cette charge avec leur collègue complétant donc de manière inespérée les lacunes de l'archéologie.
Charles Maystre porte un regard plus critique sur ces informations et cette interprétation. Dans son ouvrage traitant exclusivement des grands prêtres de Ptah, au vu des découvertes faites et ne tenant compte que de cette réalité, il remet en question la généalogie présentée par la stèle d'Ânkhefensekmet. Selon son étude du dédoublement de la charge pontificale attestée à l'Ancien Empire, ce fait prend fin officiellement à la VIe dynastie lors d'une profonde réforme du pontificat ordonnée par Pépi Ier et ne se reproduit donc plus jamais par la suite. 
Par ailleurs, en analysant cette succession de prêtres de père en fils et en la comparant avec les règnes évoqués en parallèle, il remet en question la durée de vie entre les générations mettant donc en doute la capacité d'Ânkhefensekhmet d'avoir pu conserver sur une aussi longue durée l'existence de ses ancêtres. L'ensemble de ces facteurs lui font ainsi conclure que la généalogie d'Ânkhefensekhmet ne peut être prise comme un document fiable et qu'il convient de la replacer dans son contexte historique.